# Benedetta Bianchi Porro
Benedetta Bianchi Porro (8. srpna 1936, Dovadola – 23. ledna 1964, Sirmione) byla italská římská katolička. Pro svůj příkladný život ve cnostech ji katolická církev uctívá jako blahoslavenou.

## Život
Narodila se v italské obci Dovadola rodičům Guidu Bianchi Porro a Else Giammarchi. Pokřtěna byla 13. srpna téhož roku. Několik měsíců po jejím narození jí byla diagnostikována dětská obrna. Od svých pěti let si vedla vlastní deník, díky kterému známe její prožitky z dětství. Roku 1942 se se svoji rodinou přestěhovala do Sirmione. Tou dobou studovala na střední škole, vedené řeholními sestrami.
V květnu roku 1944 přijala své první svaté přijímání a tentýž rok byla biskupem Massimilianem Massimiliani biřmována. Během dospívání se začaly více projevovat její zdravotní problémy.
Později se rozhodla studovat medicínu, což u některých naráželo kvůli jejím potížím se sluchem. V samotném studiu tohoto oboru však dosahovala vynikajících výsledků.
Roku 1957 si díky zkušenostem ze studia sama odhalila tzv. Neurofibromatózu typu 1, díky které přicházela o sluch a zrak. Později byla ze zdravotních důvodů nucena studium předčasně ukončit. Ochrnula a byla upoutána na invalidní vozík. I přes tyto obtíže neměla psychické problémy a sama povzbuzovala ostatní trpící, kteří si k ní chodili pro radu i povzbuzení.
Podstoupila několik operací, ale její zdravotní stav se po nich spíše zhoršoval. Zemřela v pověsti svatosti dne 23. ledna 1964 v Sirmione. Zde byla také pohřbena, ale později byly její ostatky přeneseny do kostela v její rodné obci Dovadola.

## Úcta
Její beatifikační proces byl zahájen dne 12. července 1975, čímž obdržela titul služebnice Boží. Dne 23. prosince 1993 ji papež sv. Jan Pavel II. podepsáním dekretu o jejích hrdinských ctnostech prohlásil za ctihodnou. Dne 7. listopadu 2018 byl uznán zázrak na její přímluvu, potřebný pro její blahořečení.
Blahořečena pak byla dne 14. září 2019 ve Forlì. Obřadu předsedal jménem papeže Františka kardinál Giovanni Angelo Becciu.
Její památka je připomínána 23. ledna.

## Odkazy

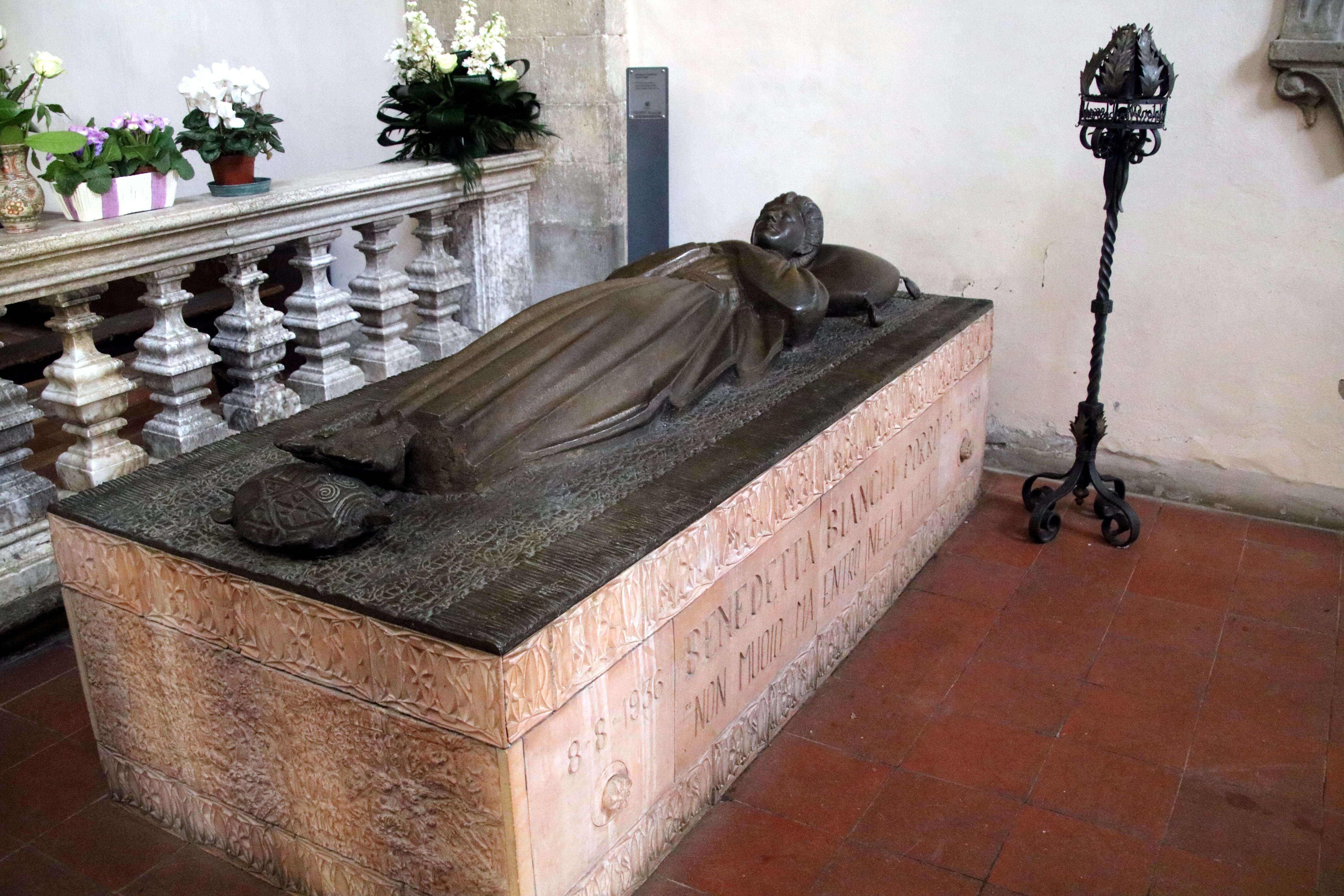
Horbka bl. Benedetty Bianchi Porro v kostele v Dovadola